# 246 км (зупинний пункт)
246 кіломе́тр — залізничний зупинний пункт Знам'янської дирекції Одеської залізниці.
Розташований у селі Вишневе Новоукраїнського району Кіровоградської області на лінії Помічна — Чорноліська між станціями Плетений Ташлик (3 км) та Шостаківка (19 км).
Станом на лютий 2020 року щодня чотири пари електропотягів прямують за напрямком Знам'янка-Пасажирська/Олександрія — Помічна/Одеса-Головна.